# Renato Terra (chanteur)
Pour les articles homonymes, voir Renato Terra.
Renato Terra (né à Rio de Janeiro en 1953) est un chanteur et musicien brésilien.
Il joue du piano, de la guitare, du violon et des percussions.

## Discographie
- 1978 - Renato Terra (Polydor)
- 1980 - Bem-te-vi/Lá em Mauá (Philips) - compacto simples
- 1981 - Renato Terra (PolyGram)
- 1982 - Se liguem nessas! (Philips) - compacto duplo
- 1982 - Flor do Campo/Sol da Manhã (Philips) - compacto simples
- 1983 - Nova Luz (Fontana/Philips)
- 1984 - Coisa de momento/Tic-tac (RCA Victor) - compacto simples
- 1985 - Sem você/O amor foi a razão (RCA Victor) - compacto simples
- 1986 - Baby, Baby (RCA Victor)
- 1994 - Renato Terra (Warner Music)
- 1997 - Renato Terra (Warner Music)
- 2008 - Renato Terra e Amigos (Polydisc/Sony)